# Technacy
Technacy è la capacità di capire, applicare abilmente e comunicare soluzioni tecnologiche creative ed equilibrate basate sulla comprensione dei fattori contestuali coinvolti. Nel significato originario australiano, la technacy va considerata come un "modello" teorico di attività tecnologiche, quindi come una meta-tecnologia o come una epistemologia della tecnologia.
La Technacy implica una conoscenza profonda (e critica) della natura delle tecnologie in quanto sistemi o fenomeni complessi, o può essere intesa semplicemente come una capacità di visione d'insieme di tecnologie specifiche, sempre considerate nel contesto della loro applicazione.
È la capacità di mostrare una comprensione olistica della tecnologia, e di dare giudizi ponderati per soluzioni tecnologiche efficaci e solitamente di tipo eco-sostenibile.
Non deve essere confusa con l'alfabetizzazione tecnologica, che ha una varietà di significati in tutto il mondo che vanno dal sapiente uso del computer, alla capacità di conoscere e utilizzare il linguaggio tecnico di un genere tecnologico, all'ampio orientamento scientifico e tecnologico della conoscenza, come suggerito dalla definizione della International Technology Education Association (ITEA).
Technacy, nella letteratura australiana, è il nome di uno specifico quadro teorico per la comprensione dell'attività tecnologica; va appunto distinta dall'Alfabetizzazione Tecnologica, la quale come osservato in precedenza è piuttosto locuzione utilizzata come espressione di massima per una serie di idee riguardo alla tecnologia e interpretazioni relative a capacità ritenute desiderabili. A tal fine Technacy e Alfabetizzazione tecnologica vanno considerate come concetti complementari.
Le persone con un approccio Technacy studiano il contesto di un problema tecnologico in modo completo prima ancora di selezionare le conoscenze, gli strumenti e le risorse necessarie al progresso di una soluzione. Questa valutazione globale è fondamentale per il successo della soluzione. In generale, la Technacy si mostra nella capacità di sviluppare soluzioni 'equilibrate' basate su un insieme di idee chiave in contesto (vedi sotto per i quattro elementi minimi della technacy). 
Pertanto, le persone technate risolvono con successo problemi tecnologici - sia nel settore informatico o di un prodotto di design - in quanto hanno considerato in modo chiaro lo scopo e il contesto per l'utilizzo finale della soluzione sviluppata.

## Literacy, Numeracy, Technacy - Metafore comparative
Technacy è per lo studio delle tecnologie quello che l'alfabetizzazione (literacy) è per lo studio delle lingue e numeracy è per lo studio della matematica.
Come per l'alfabetizzazione, dove si possono individuare livelli funzionali dell'essere alfabetizzati (firmare con il proprio nome, saper leggere e avere una comprensione di base del testo) fino a livelli sofisticati (avere una capacità poetica potente ed efficace, avere comprensione di costruzioni complesse di significato e contesto), così anche in technacy ci sono dei livelli funzionali per essere technate (essere specializzati e qualificati nell'uso di strumenti di base per un lavoro, l'uso di software di base per eseguire un compito) fino a livelli sofisticati (progettazione e sviluppo o valutazione di soluzioni tecnologiche appropriate che siano sostenibili per contesti specifici e complessi in diversi tempi o luoghi).
E, come per l'alfabetizzazione dove ci sono vari "tipi di testo" da padroneggiare (come la narrativa, oppure linguaggi transazionali, testi procedurali e persuasivi, reportage, relazioni e spiegazioni) così anche in Technacy ci sono vari generi tecnologici di conoscenza della tecnologia che possono essere padroneggiati (ad esempio Tecnologie dell'Informazione e della Comunicazione, le tecnologie di legno, sulle tecnologie dei metalli, Composite Technologies (materie plastiche), tecnologie elettriche, le tecnologie alimentari, tecnologie tessili, o Human Systems Management in quanto tecnologie e così via). 
Questi generi tecnologici sono comunemente presentati in forma di professioni e facoltà tecniche nelle scuole, college e università.

## Le linee-guida della Technacy
Il Governo federale australiano ha fissato degli obiettivi educativi per questa competenza specifica nelle scuole di base K-12 e nella formazione degli insegnanti. Essi affermano che tutte le attività tecnologiche, indipendentemente dal fatto che siano immediatamente visibili, contengono i seguenti:
1. orientamento allo scopo e fattori di contesto: di solito difficile da controllare in prima istanza, comprende fattori temporali (basati sul tempo) e fattori di contingenza;
2. fattori agenti rispetto allo scopo: di solito considerati come il contributo umano di conoscenza, tecnica, organizzazione, competenze, processo, valori, ecc. L'agente è normalmente, ma non esclusivamente, il contributo umano (a volte etichettati come 'fattori umani' o semplicemente "persone");
3. almeno uno strumento fisico o astratto deve essere utilizzato: si tratti di dispositivi/utensili o 'manipolatori' come gli algoritmi o sistemi;
4. almeno una risorsa materiale o dati che vengono manipolati con lo strumento di cui sopra: comprende le cose, come le materie prime tratte dall'ambiente, dati, o oggetti creati dagli strumenti.

Tuttavia, la nozione di technacy non implica una progettazione (design) buona o cattiva, ma piuttosto modella gli elementi essenziali inerenti a tutte le attività tecnologiche, a qualsiasi scala di complessità o in qualsiasi momento storico. 
La nozione di Technacy suggerisce pertanto che un design buono o cattivo può essere spiegato attraverso l'analisi dei quattro elementi technacy e le interazioni di questi elementi e offre un quadro di base per le attività che possono comprendere:
- una pianificazione per stabilire la direzione della ricerca tecnologica,
- esperienze educative,
- una valutazione delle situazioni da un punto di vista tecnologico, o
- la creazione di soluzioni innovative in nuovi contesti o per nuovi scopi o mediante una commistione di diversi generi tecnologici.

### Proposizioni
1. La Technacy Critica è l'esame profondo, metodico e razionale della tecnologia come un fenomeno.
2. Tutte le attività tecnologiche integrano i quattro elementi di cui sopra come un sistema minimo. Quindi, nessuna attività tecnologica è possibile con meno di quei quattro elementi coinvolti come  sistema minimo.
3. Tutte le tecnologie sono valori relativi e dipendenti dal contesto, e in quanto tali, problemi di trasferimento tecnologico si possono verificare quando una soluzione destinata a un determinato contesto e lo scopo della tecnologia in uso non è appropriato a un contesto o a uno scopo diverso
4. La validazione della conoscenza tecnologica  progredisce attraverso Criteri Contestuali (verifica di contesto) e il successo di scopo: adhoc, "se funziona, ho conoscenza accresciuta" "I know because it works"
5. Dato che la conoscenza tecnologica integra l'agente (le persone), gli strumenti e le risorse ambientali, verso uno scopo da soddisfare con criteri contestuali, le azioni tecnologiche necessariamente ereditano anche criteri di tipo etico / morali. La Technacy richiede considerazioni etiche, morali e affettive, anche se vicariamente ignorate.
6. Le basi contestuali e i criteri di scopo per la convalida di "qualcosa che funziona" implicano che una Profonda Competenza Tecnologica, di ogni genere, è guidata dall'esperienza di ottimizzare la portata delle misure dei criteri contestuali da utilizzare in relazione alla scala degli obiettivi fissati. La sottovalutazione o sopravvalutazione della portata dei criteri di contesto da utilizzare può smentire la tesi "se funziona, conosco".
7. Questi quattro elementi di technacy interagiscono in modo deliberatamente logico, e non in modo arbitrario o dissociata.
8. Questi quattro elementi sono paradossalmente sia delle risorse sia dei vincoli per la funzionalità del sistema
9. I quattro elementi minimi costituiscono la base del Genere  tecnologico: ad esempio, il genere della Tecnologia tessile contiene tipici e specifici strumenti, materiali, e di fattori umani per uno scopo e il contesto, in modo diverso dal Genere di Tecnologia dell'informazione.
10. Tutti gli eventi e le cose possono essere visti da un punto di vista tecnologico, attraverso lo studio dei quattro elementi e le loro interazioni, in quanto sistema minimo. Tuttavia, una prospettiva tecnologica (technacy) può non essere il quadro ottimale per la comprensione di ogni evento o occorrenza da analizzare. La prospettiva Technacy va utilizzata opportunamente per la comprensione del possibile aspetto tecnologico di qualsiasi evento o un elemento da studiare.
11. Le innovazioni spesso fondono tra loro diversi Generi tecnologici.
12. I quattro elementi della teoria Technacy teoria formano un sistema frattale qualsiasi elemento può essere un prodotto di un altro sistema technacy, e in cui il prodotto di un sistema di technacy può essere un elemento di un nuovo sistema technacy. Questo semplice modello ripetitivo è un 'modello' per spiegare sia la soggiacente struttura di base delle attività tecnologiche, sia la sua complessità e la portata apparentemente illimitata delle sue manifestazioni.
13. Sistemi tecnologici complessi e connessi, sia digitali come Internet, o industriali come gli insediamenti umani, tendono a formare dei network indipendentemente dalla scala.
14. Tutte le tecnologie e dei sistemi tecnologici tendono a mostrare una funzionalità inerentemente logica. Una grande quantità di queste funzioni logiche è basata sulle scienze fisiche e di solito sono il risultato di progettazione (design).

## L'origine australiana del termine
Il trasferimento di tecnologia nelle comunità indigene australiane, in gran parte tradizionali, ha sollevato seri interrogativi circa il modo con cui l'opinione comune percepisce le tecnologie in quanto valori neutri e non contesto-specifici. Un'agenzia nazionale di ricerca sulla tecnologia ha coniato il concetto di Technacy nel 1986 per diffondere una comprensione delle tecnologie in quanto basate su un sistema fondamentale di fattori interdipendenti. La comprensione di questo sistema, o Technacy, è arrivare a conoscere le tecnologie interamente e come tali, offrendo a ingegneri, progettisti e responsabili politici una cornice teorica più robusta per il trasferimento tecnologico attraverso culture o contesti differenti.